# Maschiacce armate pesantemente
(Dall'introduzione all'edizione italiana)
Maschiacce armate pesantemente (Macho Women with Guns) è un gioco di ruolo scritto da Greg Porter nel 1986 e pubblicato dalla Blacksburg Tactical Research Center. In Italia è stato pubblicato dalla Nexus in collaborazione con la Granata Press. Nel 2003 la Mongoose Publishing ha pubblicato una nuova edizione del gioco basata sul d20 System. Nominalmente l'ambientazione è un futuro prossimo post-apocalittico, in realtà prende in giro i cliché dei film d'azione e dei giochi di ruolo.

## Ambientazione
Nella prima e seconda edizione del gioco, Macho Women with Guns è ambientato in un mondo del vicino futuro in cui la società è collassata a causa degli errori dell'amministrazione Reagan. Approfittando del caos sulla terra Satana ha inviato le sue fedeli "Pupe con le ali di pipistrello dall'inferno" (Batwinged Bimbos From Hell), a ricostruire la società in una forma di suo gradimento. Il Vaticano ha risposto alla mossa di Satana inviando il suo gruppo di élite di monache guerriere, le "Monache rinnegate sulla moto" (in originale The Sisters of Our Lady of Harley-Davidson, "L'ordine di nostra signora della Harley-Davidson") a ricostruire la civilizzazione eliminando le minacce post-apocalisse e i maschi sciovinisti.
Le spaccature spaziotemporali causate dal conflitto hanno aperto portali verso una serie di universi paralleli, ciascuno dei quali tipico di un differente genere del fantasy o della fantascienza. Questi universi, insieme alla Terra, costituiscono l'ambientazione detta "Machoverse".
Nell'edizione d20 System, le cause del disastro sono state aggiornate a una generica guerra mondiale (scatenata dagli Stati Uniti che accusano i paesi del terzo mondo di produrre intenzionalmente cibi ricchi di colesterolo da esportare verso gli Stati Uniti), una piaga che ha ucciso la maggior parte dei maschi e un aumento dell'effetto serra.
I personaggi in Maschiacce armate pesantemente sono donne di proporzioni statuesche, con la tendenza a vestire in modo provocante, e a ingaggiare in combattimento minacce extraterrestri, come i Cuccioli di Tindalos, rappresentazioni satiriche di maschi sciovinisti, come i Goliardi Ubriachi e occasionalmente a combattersi a vicenda. Avversari non femminili sono definiti "Bestiacce" (Critters).

## Sistema di gioco
Il sistema di gioco originale utilizza una meccanica di generazione del personaggio a punti. Ogni personaggio inizia con 70 punti (75 punti nella seconda edizione) che può utilizzare per comprare attributi e abilità. I cinque attributi (Forza, Destrezza, Look, Macho e Salute) sono valutati su una scala aperta con un valore minimo di otto. Le abilità indicano il bonus che forniscono alla risoluzione dei prove abilità, cioè "+1", "+2", etc.
Le azioni vengono risolte tirando 3 dadi a sei facce, la probabilità base che un personaggio riesca in un'azione è data dal punteggio dell'attributo pertinente a quell'azione (solitamente Forza o Destrezza) corretto in base modificatori dipendenti dalla situazione (incluse le abilità) determinati dal master. Se la somma dei tre dadi da sei è minore o uguale alla probabilità corretta il personaggio riesce nell'azione. Occasionalmente possono essere utilizzati anche dadi a quattro e tre facce.
Una meccanica particolare di Maschiacce armate pesantemente è l'"Attacco Macho" che permette a un personaggio di intimidire i suoi nemici usando il suo carisma e riuscendo in un tiro contro il valore di Macho dell'avversario. Se l'attacco riesce l'avversario è stordito dal personaggio e incapace di agire.

## Storia editoriale
Il regolamento originale, Macho Women with Guns, venne progettato nel 1988 da Greg Porter, proprietario del Blacksburg Tactical Research Center, che rimuginò su come sfruttare i tipici giocatori di ruolo: «Il target del 90% dei giochi era un apparentemente disperato teenager pieno di ormoni, senza soldi per comprare sia i giochi di ruolo che Playboy». Il gioco venne prodotto in meno di due settimane: «Ero privo di autoradio, così per circa una settimana sfruttai il silenzio per rimuginare sul concetto mentre guidavo per andare al lavoro. Alla fine della settimana mi misi al computer e scrissi l'originale Macho Women with Gun in una seduta di circa due ore. Lo provai in gioco una volta e cambiai una regola. È ancora un sistema di gioco migliore di altri che ho visto...».
Porter preparò un libretto di dodici pagine con l'aggiunta di illustrazioni di Darrel Midgette, uno studente d'arte e ne stampò 250 copie che portò alla Gen Con 1988 (una delle principali convention di giochi di ruolo e wargame) e ne vendette circa 120 copie, piazzando le rimanenti ai distributori.
L'anno successivo la Blacksburg Tactical Research Center pubblicò due nuovi supplementi, Batwinged Bimbos From Hell (ISBN 0-943891-08-6), che introduceva nuovi dettagli sul Machoverse, così come le regole per il combattimento aereo. Il secondo supplemento Renegade Nuns on Wheels (ISBN 0-943891-07-8), presentava ulteriori informazioni sull'ambientazione e le regole per i veicoli terrestri.
Sempre nel 1989 venne pubblicato un manuale delle regole originarie lievemente rivisto (ISBN 0-943891-06-X), che includeva riferimenti ai due supplementi. Sebbene le note di copertina lo identifichino come "Second Edition, May 1989", non introduceva nessuna modifica sostanziale alle regole (quasi nessuno lo riconobbe come un'edizione differente). Nel 1990 Porter pubblicò una collezione di avventure The Final Chapter (Part One) (ISBN 0-943891-12-4).
Nel 1994 la Blacksburg Tactical Research Center pubblicò un manuale di 70 pagine intitolato Macho Women with Guns (2nd Edition) (ISBN 0-943891-27-2), che combinava il materiale dei quattro manuali precedenti e lo espandeva. Venne supportato da un'unica collezione di avventure, pubblicata nel 1995, More Excuses to Kill Things (ISBN 0-943891-31-0): raccoglie contributi di Brian Barrow, Tracy Barrow e Marcello Missiroli. La Blacksburg Tactical Research Center non ha pubblicato ulteriori nuovi materiali per Macho Women with Gun, ma otto altre compagnie hanno prodotto materiali sotto licenza dalla BTRC.
I primi prodotti su licenza furono traduzioni per i mercati esteri, alcune delle quali aggiunsero nuovi materiali. Nel 1992 Granata Press pubblicò l'edizione italiana Maschiacce armate pesantemente a puntate sulla rivista Kaos; nel 1995 la Nexus Editrice, fondata nel frattempo, ne fece un volume. Nel 1994 la compagnia brasiliana Devir Livraria Limitada pubblicò un'edizione in portoghese intitolata Mulheres Machonas Armadas até os Dentes. L'editore tedesco Spielzeit pubblicò una traduzione di 84 pagine con il titolo Macho Weiber Mit Dicken Kanonen.
Nell'agosto 1998 la Archangel Entertainment pubblicò un gioco di carte Fun Guys from Yuggoth: The Macho Women Card Game (un gioco di parole sul poema di Howard Phillips Lovecraft Fungi from Yuggoth) e il suo supplemento A Fistful of Cardboard: Fun Guys from Yuggoth Expansion.
Due compagnie produssero miniature per Macho Women with Guns. La Simtac LLC pubblicò una linea di miniature in metallo e nel 2001 la Cumberland Games iniziò a distribuire una font TrueType che permetteva ai giocatori di stampare una fornitura illimitata di miniature di carta da utilizzare in Macho Women with Guns
Nel 2002 la compagnia di giochi francese Le Septième Cercle pubblicò un'edizione francese di 112 pagine, che manteneva il titolo inglese.
Nell'agosto 2003 la Mongoose Publishing ha pubblicato una versione d20 System di Macho Women with Guns (ISBN 1-904577-33-4), scritta da James Desborough e Nathan Webb. Finora (2006) sono disponibili tre supplementi distribuiti solo in forma stampata. Macho Women with Guns - Diet Edition, Adolf Hitler - Porn Star, e The Sex Presidents.

### Edizioni italiane
In Italia i primi tre supplementi originali vennero pubblicati rispettivamente sui numeri 7, 8 e 9 della rivista di giochi Kaos, con i titoli di Maschiacce armate pesantemente, SuoCeR - Suore Centaure Rinnegate e PAPI - Pupe con Ali di Pipistrello dall'Inferno. Le immagini per l'edizione italiana vennero tutte realizzate da Giuseppe Palumbo e Romeo Gallo. Nel 1995 vennero raccolti e pubblicati tutti e tre i supplementi nel manuale Maschiacce pesantemente armate, con l'aggiunta di I.N.P.S. - I Nonnetti Pazzi Stampellati (i giocatori interpretano gl ospiti di un ospizio per anziani che cercano di fuggire all'esterno) di Marcello Missiroli. La copertina e il breve fumetto iniziale di due pagine sono di nuovo opera di Giuseppe Palumbo. La traduzione è realizzata da Roberto di Meglio, Simone Peruzzi, Beniamino Sidoti e Marcello Missiroli. Nel 1996 la Qualitygame pubblicò nella collana I giochi del 2000 un'edizione ridotta in formato tascabile, sottotitolata Pochettravel Edition corrispondente al primo manuale (Macho Women with Guns), a cura di Andrea Angiolino.